# 170-talet

## Händelser
- Klaudios Ptolemaios grundläggande arbeten om kartografi publiceras.
- Markomanniska krigen pågår
- Marcus Aurelius ryttarstaty reses i Rom år 170.
- Eleuterus efterträder Soter som den trettonde påven.
- Abgar IX blir kung över Edessa år 179.

## Födda
- Cirka 173 – Maximinus Thrax, kejsare av Rom.
- Cirka 178 – Balbinus, kejsare av Rom.

## Avlidna
- 175 – Faustina d.y., kejsarinna av Rom.